# Hemeroplanis aurora
Hemeroplanis aurora är en fjärilsart som beskrevs av Walker 1865. Hemeroplanis aurora ingår i släktet Hemeroplanis och familjen nattflyn. Inga underarter finns listade i Catalogue of Life.